# Rejon sorokyński
Rejon sorokyński – dawny jednostka administracyjna w składzie obwodu ługańskiego Ukrainy.
Powstał w 1966. Ma powierzchnię 1400 km² i liczy około 35 tysięcy mieszkańców. Siedzibą władz rejonu jest Sorokyne.
W skład rejonu wchodzą 5 osiedlowych rad oraz 10 silskich rad, obejmujących w sumie 47 wsi i 5 osad.
W 2020 w wyniku reformy administracyjno-terytorialnej. Został zlikwidowany, a jego terytorium weszło w skład Rejonu Dołżańskego.